# 萧子罕
蕭子罕（479年—495年8月1日），字云华，齊武帝蕭赜第十一子。

## 母
乐容华，齊武帝的妃嫔，齊高帝建元元年（479年），生蕭子罕，齊武帝即位后，被封为容华。

## 生平
永明元年正月壬戌（483年2月5日），封南海王。永明六年（488年），出任北中郎将、南琅邪太守、彭城太守。永明十年正月戊午（492年2月14日），改任持节、都督南兖、兖、青、徐、冀五州军事、征虏将军、兖州刺史。永明十一年（493年），萧昭业即位，蕭子罕进号后将军。隆昌元年（494年），改任散骑常侍、右卫将军。建武元年（494年），改任护军将军。
建武二年六月壬戌（495年8月1日），蕭子罕被齐明帝萧鸞所杀，时年十七岁。

## 屬官

### 府佐
護軍府（494年－495年）
- 王瞻，南海王護軍長史[1]

### 國官
南海王國（483年－495年）
- 王瞻，南海王友[1]
- 蕭敷，南海王友[2]
- 卞彬，南海王國郎中令[3]

## 延伸阅读
[在维基数据编辑]
 《南齊書·卷40》，出自萧子显《南齊書》